# Irinej van Servië

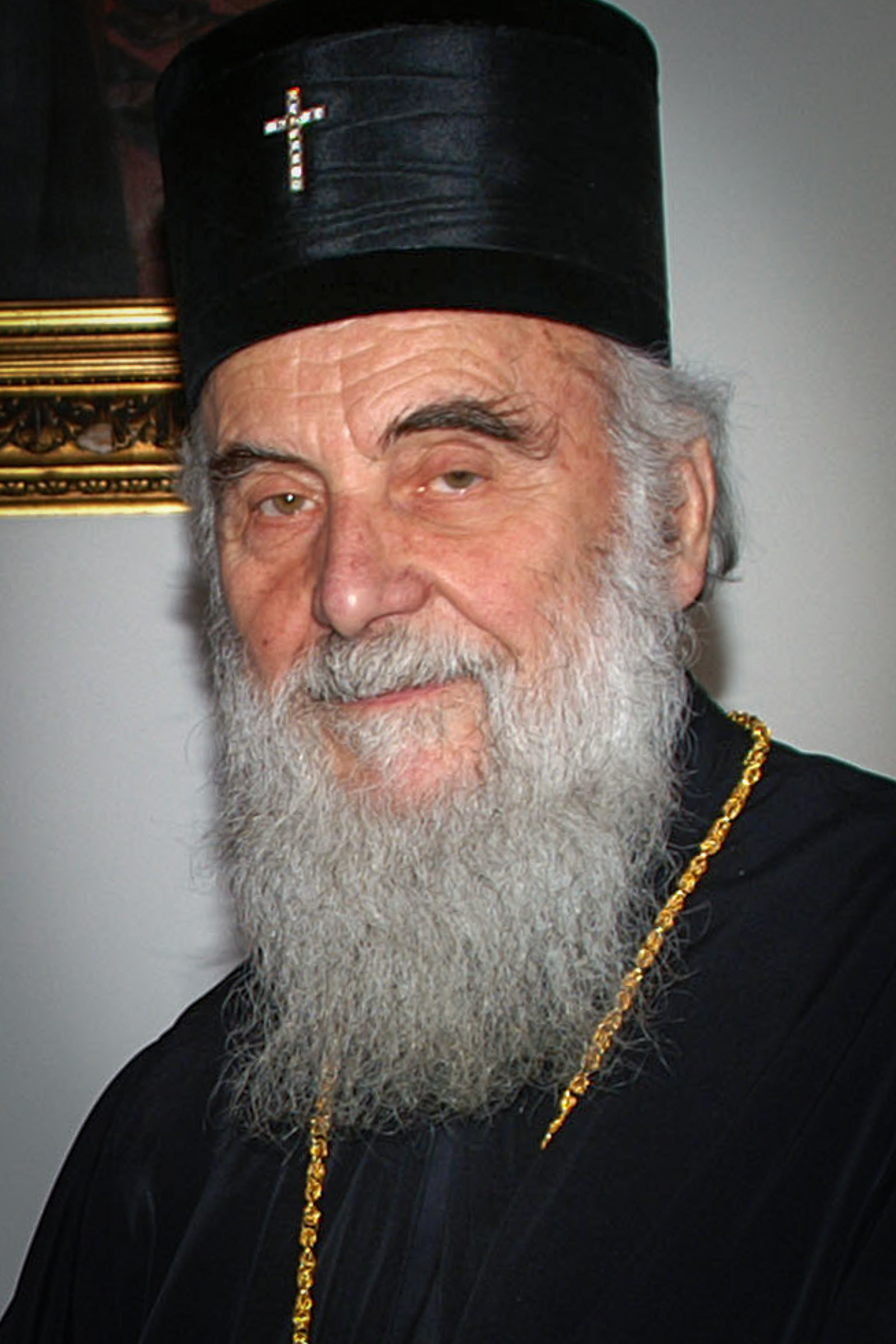
Irinej van Servië, 2012

Irinej van Servië (Servisch: Иринеј) (Vidova, 28 augustus 1930 – Belgrado, 20 november 2020) was een Servisch geestelijke en patriarch van de Servisch-Orthodoxe Kerk.
Miroslav Gavrilović studeerde theologie in Belgrado. In 1959 trad hij als monnik in bij het klooster van Rakovica; hij nam vervolgens de religieuze naam Irinej aan. Daarna was hij werkzaam als docent en rector aan het seminarie van Prizren.
In mei 1974 werd Irinej gekozen en gewijd als bisschop-vicaris van Moravica. In 1975 werd hij benoemd tot bisschop van Niš; zijn intronisatie vond plaats op 15 juni 1975.
Op 22 januari 2010 werd Irinej door de synode van de Servisch-Orthodoxe Kerk gekozen als patriarch, zoals gebruikelijk bij deze kerk door een blinde keuze uit de drie laatst overgebleven kandidaten bij de verkiezing. Deze verkiezing was noodzakelijk geworden door het overlijden op 15 november 2009 van patriarch Pavle. Zijn intronisatie vond een dag later plaats in Belgrado. De volledige titel van de patriarch luidde: Zijne Heiligheid de aartsbisschop van Peć, metropoliet van Belgrado en Karlovci, Servische patriarch Irinej. Zijn traditionele intronisatie als aartsbisschop van Peć vond plaats op 3 oktober 2010 in het patriarchaatsklooster Peć.
Irinej overleed in 2020 op 90-jarige leeftijd.Op 18 februari 2021 werd aartsbisschop Porfirije tot zijn opvolger gekozen.